# Oregon State University Press
Az Oregon State University Press (más néven OSU Press) az Oregoni Állami Egyetem 1951-ben alapított kiadója. A régió történetével, kultúrájával, irodalmával és természetrajzával foglalkozó cég évente 15 kiadványt jelentet meg. 2005. június 1-je óta a University of Oregon Press könyveit is terjeszti. Műveiket a University of Chicago Press  és a Eurospan Group is forgalmazza.
Jelentősebb könyvei Rian Dundon Protest City: Portland's Summer of Rage és Jeff Mapes Pedaling Revolution: How Cyclists Are Changing American Cities kiadványai.

## Fordítás
- Ez a szócikk részben vagy egészben  az   Oregon State University Press című angol Wikipédia-szócikk ezen változatának fordításán alapul.  Az eredeti cikk szerkesztőit annak laptörténete sorolja fel. Ez a jelzés csupán a megfogalmazás eredetét és a szerzői jogokat jelzi, nem szolgál a cikkben szereplő információk forrásmegjelöléseként.